# Élections législatives de 2012 dans le Bas-Rhin
Les élections législatives françaises de 2012 se déroulent les 10 et 17 juin 2012. Dans le département du Bas-Rhin, neuf députés sont à élire dans le cadre de neuf circonscriptions, soit le même nombre d'élus malgré le redécoupage territorial.

## Élus
| Circonscription | Député sortant       | Parti | Parti | Député élu ou réélu | Parti | Parti |
| --------------- | -------------------- | ----- | ----- | ------------------- | ----- | ----- |
| 1re             | Armand Jung          |       | PS    | Armand Jung         |       | PS    |
| 2e              | Jean-Philippe Maurer |       | UMP   | Philippe Bies       |       | PS    |
| 3e              | André Schneider      |       | UMP   | André Schneider     |       | UMP   |
| 4e              | Yves Bur             |       | UMP   | Sophie Rohfritsch   |       | UMP   |
| 5e              | Antoine Herth        |       | UMP   | Antoine Herth       |       | UMP   |
| 6e              | Alain Ferry          |       | PR    | Laurent Furst       |       | UMP   |
| 7e              | Émile Blessig        |       | UMP   | Patrick Hetzel      |       | UMP   |
| 8e              | Frédéric Reiss       |       | PR    | Frédéric Reiss      |       | PR    |
| 9e              | François Loos        |       | PR    | Claude Sturni       |       | DVD   |

## Impact du redécoupage territorial
Huit circonscriptions sur les neuf sont modifiées. Les 5e et 6e circonscriptions s'échangent respectivement les cantons d'Obernai et Villé ; la 4e donne la commune d'Innenheim à la 6e, Illkirch-Graffenstaden à la 2e, Reichstett et Souffelweyersheim à la 3e, laquelle perd une partie du canton de Strasbourg-6 au profit de la 1re ; enfin, quelques communes du canton de Bischwiller passent de la 9e à la 8e.

## Positionnement des partis
Dans la 1re circonscription, quatre femmes étaient sur les rangs pour obtenir l'investiture de l'UMP (circonscription réservée à une femme). Parmi celles-ci, on retrouve notamment Anne Hulné (suppléante du député André Schneider), qui l'a obtenue. Dans la 6e circonscription, Alain Ferry ne se représentant pas, c'est son suppléant, le maire UMP-radical de Molsheim, Laurent Furst, qui a obtenu l'investiture. Dans la 9e, le député sortant ne se représentant pas, deux candidats ont sollicité l'investiture de l'UMP : Nicole Thomas (maire de Bischwiller) l'a obtenue face à Étienne Wolff, suppléant de François Loos.

## Résultats

### Résultats à l'échelle du département
| Parti          | Parti                                     | Premier tour | Premier tour | Second tour | Second tour | Sièges |
| Parti          | Parti                                     | Voix         | %            | Voix        | %           | Sièges |
| -------------- | ----------------------------------------- | ------------ | ------------ | ----------- | ----------- | ------ |
|                | Union pour un mouvement populaire         | 162 442      | 40,45        | 142 925     | 53,79       | 6      |
|                | Divers droite dont DLR, PCD               | 16 831       | 4,19         | 21 506      | 8,09        | 1      |
|                | Alliance centriste                        | 10 987       | 2,74         | 16 026      | 6,03        | 0      |
|                | Droite parlementaire                      | 190 260      | 47,38        | 180 457     | 67,91       | 7      |
|                |                                           |              |              |             |             |        |
|                | Parti socialiste                          | 65 346       | 16,27        | 53 382      | 20,09       | 2      |
|                | Europe Écologie Les Verts                 | 42 018       | 2,13         | 31 881      | 12,00       | 0      |
|                | Majorité présidentielle                   | 107 364      | 26,74        | 85 263      | 32,09       | 2      |
|                |                                           |              |              |             |             |        |
|                | Front national                            | 66 749       | 16,62        |             |             | 0      |
|                | Front de gauche                           | 12 745       | 3,17         | 0           |             |        |
|                | Mouvement démocrate                       | 7 324        | 1,82         | 0           |             |        |
|                | Divers écologiste dont LT-LNÉ, MÉI et AÉI | 5 296        | 1,32         | 0           |             |        |
|                | Régionaliste                              | 4 457        | 1,11         | 0           |             |        |
|                | Divers                                    | 4 422        | 1,10         | 0           |             |        |
|                | Extrême gauche dont LO, NPA et POI        | 2 961        | 0,74         | 0           |             |        |
|                |                                           |              |              |             |             |        |
| Inscrits       | Inscrits                                  | 748 769      | 100,00       | 564 817     | 100,00      | 9      |
| Abstentions    | Abstentions                               | 341 335      | 45,59        | 287 584     | 50,92       |        |
| Votants        | Votants                                   | 407 434      | 54,41        | 277 233     | 49,08       |        |
| Blancs et nuls | Blancs et nuls                            | 5 856        | 1,44         | 11 513      | 4,15        |        |
| Exprimés       | Exprimés                                  | 401 578      | 98,56        | 265 720     | 95,85       |        |

### Résultats par circonscription

#### Première circonscription (Strasbourg-Centre)
| Candidat       | Candidat                  | Parti          | Premier tour | Premier tour | Second tour | Second tour |  |
| Candidat       | Candidat                  | Parti          | Voix         | %            | Voix        | %           |  |
| -------------- | ------------------------- | -------------- | ------------ | ------------ | ----------- | ----------- |  |
|                | Armand Jung sortant réélu | PS             | 13 830       | 41,89        | 18 926      | 61,61       |  |
|                | Anne Hulné                | UMP            | 9 256        | 28,03        | 11 792      | 38,39       |  |
|                | Marie-Christine Aubert    | RBM (FN)       | 3 103        | 9,40         |             |             |  |
|                | Josiane Nervi-Gasparini   | FG (PG) (PCF)  | 2 326        | 7,04         |             |             |  |
|                | Sandra Regol              | EÉLV           | 2 188        | 6,63         |             |             |  |
|                | Jean-Marcel Brule         | CpF (MoDem)    | 1 094        | 3,31         |             |             |  |
|                | Maurice Hoffmann          | Pirate         | 419          | 1,27         |             |             |  |
|                | Camille Abgrall           | AÉI            | 316          | 0,96         |             |             |  |
|                | Sophie Coudray            | NPA            | 183          | 0,55         |             |             |  |
|                | Arthur Hanon              | MOC            | 105          | 0,32         |             |             |  |
|                | Norbert Dumas             | S&P            | 99           | 0,30         |             |             |  |
|                | Pierrette Morinaud        | LO             | 98           | 0,30         |             |             |  |
|                |                           |                |              |              |             |             |  |
| Inscrits       | Inscrits                  | Inscrits       | 63 978       | 100,00       | 63 979      | 100,00      |  |
| Abstentions    | Abstentions               | Abstentions    | 30 681       | 47,96        | 32 540      | 50,86       |  |
| Votants        | Votants                   | Votants        | 33 297       | 52,04        | 31 439      | 49,14       |  |
| Blancs et nuls | Blancs et nuls            | Blancs et nuls | 280          | 0,84         | 721         | 2,29        |  |
| Exprimés       | Exprimés                  | Exprimés       | 33 017       | 99,16        | 30 718      | 97,71       |  |

#### Deuxième  circonscription (Strasbourg-Sud)
| Candidat       | Candidat                     | Parti          | Premier tour | Premier tour | Second tour | Second tour |  |
| Candidat       | Candidat                     | Parti          | Voix         | %            | Voix        | %           |  |
| -------------- | ---------------------------- | -------------- | ------------ | ------------ | ----------- | ----------- |  |
|                | Philippe Bies élu            | PS             | 13 983       | 37,62        | 18 791      | 52,25       |  |
|                | Jean-Philippe Maurer sortant | UMP (NC, PRV)  | 12 652       | 34,04        | 17 173      | 47,75       |  |
|                | Xavier Codderens             | RBM (FN)       | 4 611        | 12,41        |             |             |  |
|                | Éric Schultz                 | EÉLV           | 2 268        | 6,10         |             |             |  |
|                | Antoine Splet                | FG (PCF) (CCA) | 1 561        | 4,20         |             |             |  |
|                | Pascale Tussing              | CpF (MoDem)    | 848          | 2,28         |             |             |  |
|                | Dimitri Breiner              | Pirate         | 416          | 1,12         |             |             |  |
|                | Jean-Baptiste Caillat        | Divers droite  | 283          | 0,76         |             |             |  |
|                | Aurélien Dumez               | NPA            | 189          | 0,51         |             |             |  |
|                | Roland Robert                | LO             | 143          | 0,38         |             |             |  |
|                | Patrick Saule                | PPLD           | 110          | 0,30         |             |             |  |
|                | Élisabeth Del Grande         | POI            | 102          | 0,27         |             |             |  |
|                |                              |                |              |              |             |             |  |
| Inscrits       | Inscrits                     | Inscrits       | 71 162       | 100,00       | 71 163      | 100,00      |  |
| Abstentions    | Abstentions                  | Abstentions    | 33 673       | 47,32        | 34 435      | 48,39       |  |
| Votants        | Votants                      | Votants        | 37 489       | 52,68        | 36 728      | 51,61       |  |
| Blancs et nuls | Blancs et nuls               | Blancs et nuls | 323          | 0,86         | 764         | 2,08        |  |
| Exprimés       | Exprimés                     | Exprimés       | 37 166       | 99,14        | 35 964      | 97,92       |  |

#### Troisième circonscription (Strasbourg-Nord)
| Candidat       | Candidat                      | Parti          | Premier tour | Premier tour | Second tour | Second tour |  |
| Candidat       | Candidat                      | Parti          | Voix         | %            | Voix        | %           |  |
| -------------- | ----------------------------- | -------------- | ------------ | ------------ | ----------- | ----------- |  |
|                | André Schneider sortant réélu | UMP            | 13 411       | 38,04        | 17 310      | 50,99       |  |
|                | Andrée Buchmann               | EÉLV (PS)      | 12 942       | 36,71        | 16 637      | 49,01       |  |
|                | Huguette Fatna                | RBM (FN)       | 4 643        | 13,17        |             |             |  |
|                | Marc Baader                   | FG (GU) (PCF)  | 1 863        | 5,28         |             |             |  |
|                | Mathilde Karceles             | CpF (MoDem)    | 1 348        | 3,82         |             |             |  |
|                | Matthieu Wiedenhoff           | Pirate         | 460          | 1,30         |             |             |  |
|                | Jean-Paul Leonhardt           | UDF            | 324          | 0,92         |             |             |  |
|                | Marie-Claire Lechène          | LO             | 265          | 0,75         |             |             |  |
|                |                               |                |              |              |             |             |  |
| Inscrits       | Inscrits                      | Inscrits       | 68 329       | 100,00       | 68 329      | 100,00      |  |
| Abstentions    | Abstentions                   | Abstentions    | 32 671       | 47,81        | 33 549      | 49,1        |  |
| Votants        | Votants                       | Votants        | 35 658       | 52,19        | 34 780      | 50,9        |  |
| Blancs et nuls | Blancs et nuls                | Blancs et nuls | 402          | 1,13         | 833         | 2,4         |  |
| Exprimés       | Exprimés                      | Exprimés       | 35 256       | 98,87        | 33 947      | 97,6        |  |

#### Quatrième circonscription (Strasbourg-Campagne)
| Candidat       | Candidat               | Parti          | Premier tour | Premier tour | Second tour | Second tour |  |
| Candidat       | Candidat               | Parti          | Voix         | %            | Voix        | %           |  |
| -------------- | ---------------------- | -------------- | ------------ | ------------ | ----------- | ----------- |  |
|                | Sophie Rohfritsch élue | UMP            | 21 951       | 43,94        | 29 154      | 65,05       |  |
|                | Nadine Soccio          | PS             | 11 646       | 23,31        | 15 665      | 34,95       |  |
|                | Pascale Elles          | RBM (FN)       | 7 987        | 15,99        |             |             |  |
|                | Luc Huber              | EÉLV           | 2 347        | 4,70         |             |             |  |
|                | Danielle Meyer-Traber  | AC             | 1 510        | 3,02         |             |             |  |
|                | Julien Ratcliffe       | FG (PCF) (PG)  | 1 117        | 2,24         |             |             |  |
|                | Frédéric Le Jehan      | CpF (MoDem)    | 818          | 1,64         |             |             |  |
|                | Jacques Barthel        | UDF            | 641          | 1,28         |             |             |  |
|                | Agnès Hirzel           | LT-LNÉ         | 591          | 1,18         |             |             |  |
|                | Emmanuel Leroy         | Pirate         | 394          | 0,79         |             |             |  |
|                | Jean-Philippe Martin   | AÉI            | 340          | 0,68         |             |             |  |
|                | Marie-Gabrielle Lucas  | PCD            | 314          | 0,63         |             |             |  |
|                | Valérie Acker          | NPA            | 171          | 0,34         |             |             |  |
|                | Marc Baud-Berthier     | LO             | 131          | 0,26         |             |             |  |
|                |                        |                |              |              |             |             |  |
| Inscrits       | Inscrits               | Inscrits       | 89 933       | 100,00       | 89 926      | 100,00      |  |
| Abstentions    | Abstentions            | Abstentions    | 39 346       | 43,75        | 43 784      | 48,69       |  |
| Votants        | Votants                | Votants        | 50 587       | 56,25        | 46 142      | 51,31       |  |
| Blancs et nuls | Blancs et nuls         | Blancs et nuls | 629          | 1,24         | 1 323       | 2,87        |  |
| Exprimés       | Exprimés               | Exprimés       | 49 958       | 98,76        | 44 819      | 97,13       |  |

#### Cinquième circonscription (Sélestat)
| Candidat       | Candidat                    | Parti          | Premier tour | Premier tour | Second tour | Second tour |  |
| Candidat       | Candidat                    | Parti          | Voix         | %            | Voix        | %           |  |
| -------------- | --------------------------- | -------------- | ------------ | ------------ | ----------- | ----------- |  |
|                | Antoine Herth sortant réélu | UMP            | 26 404       | 49,31        | 32 063      | 67,78       |  |
|                | Daniel Ehret                | EÉLV (PS)      | 11 888       | 22,20        | 15 244      | 32,22       |  |
|                | Christian Cotelle           | RBM (FN)       | 10 306       | 19,25        |             |             |  |
|                | Michel Gilardeau            | CpF (MoDem)    | 1 399        | 2,61         |             |             |  |
|                | Ariane Henry                | FG (PCF) (PG)  | 1 362        | 2,54         |             |             |  |
|                | Daniel Weber                | AÉI            | 1 080        | 2,02         |             |             |  |
|                | Patrick Dutter              | LO             | 556          | 1,04         |             |             |  |
|                | Christophe Palisser         | Pirate         | 547          | 1,02         |             |             |  |
|                | Emmanuel Wingender          | PVB            | 0            | 0,00         |             |             |  |
|                |                             |                |              |              |             |             |  |
| Inscrits       | Inscrits                    | Inscrits       | 98 427       | 100,00       | 98 427      | 100,00      |  |
| Abstentions    | Abstentions                 | Abstentions    | 43 908       | 44,61        | 49 468      | 50,26       |  |
| Votants        | Votants                     | Votants        | 54 519       | 55,39        | 48 959      | 49,74       |  |
| Blancs et nuls | Blancs et nuls              | Blancs et nuls | 977          | 1,79         | 1 652       | 3,37        |  |
| Exprimés       | Exprimés                    | Exprimés       | 53 542       | 98,21        | 47 307      | 96,63       |  |

#### Sixième circonscription (Obernai)
|                | Laurent Furst élu         | PRV (UMP)      | 25 964 | 51,68  |  |  |  |
|                | Brigitte Tinot            | RBM (FN)       | 8 953  | 17,82  |  |  |  |
|                | Astrid Scharly            | PS             | 8 043  | 16,01  |  |  |  |
|                | Jean Vogel                | EÉLV           | 4 720  | 9,39   |  |  |  |
|                | Dorothée Unterberger      | FG (PCF)       | 969    | 1,93   |  |  |  |
|                | Anne-Sophie Freliger      | CpF (MoDem)    | 945    | 1,88   |  |  |  |
|                | Rémy Wendling             | Pirate         | 416    | 0,83   |  |  |  |
|                | Jeanne-Françoise Langlade | LO             | 232    | 0,46   |  |  |  |
|                |                           |                |        |        |  |  |  |
| Inscrits       | Inscrits                  | Inscrits       | 91 200 | 100,00 |  |  |  |
| Abstentions    | Abstentions               | Abstentions    | 40 251 | 44,13  |  |  |  |
| Votants        | Votants                   | Votants        | 50 949 | 55,87  |  |  |  |
| Blancs et nuls | Blancs et nuls            | Blancs et nuls | 707    | 1,39   |  |  |  |
| Exprimés       | Exprimés                  | Exprimés       | 50 242 | 98,61  |  |  |  |

#### Septième circonscription (Saverne)
| Candidat       | Candidat           | Parti          | Premier tour | Premier tour | Second tour | Second tour |  |
| Candidat       | Candidat           | Parti          | Voix         | %            | Voix        | %           |  |
| -------------- | ------------------ | -------------- | ------------ | ------------ | ----------- | ----------- |  |
|                | Patrick Hetzel élu | UMP (NC)       | 14 518       | 31,43        | 21 431      | 57,21       |  |
|                | Thierry Carbiener  | AC             | 9 477        | 20,51        | 16 026      | 42,79       |  |
|                | Laurent Gnaedig    | RBM (FN)       | 8 609        | 18,64        |             |             |  |
|                | Michèle Comte      | EÉLV (PS)      | 5 665        | 12,26        |             |             |  |
|                | Denis Lieb         | UL             | 4 457        | 9,65         |             |             |  |
|                | Bénédicte Herrgott | FG (PCF)       | 1 789        | 3,87         |             |             |  |
|                | Pierre Schweitzer  | CpF (MoDem)    | 872          | 1,89         |             |             |  |
|                | Anne-Marie Victor  | Pirate         | 377          | 0,82         |             |             |  |
|                | Liliane Bas        | LO             | 265          | 0,57         |             |             |  |
|                | Étienne Schmitt    | Divers         | 168          | 0,36         |             |             |  |
|                |                    |                |              |              |             |             |  |
| Inscrits       | Inscrits           | Inscrits       | 84 670       | 100,00       | 84 668      | 100,00      |  |
| Abstentions    | Abstentions        | Abstentions    | 37 632       | 44,45        | 44 192      | 52,19       |  |
| Votants        | Votants            | Votants        | 47 038       | 55,55        | 40 476      | 47,81       |  |
| Blancs et nuls | Blancs et nuls     | Blancs et nuls | 841          | 1,79         | 3 019       | 7,46        |  |
| Exprimés       | Exprimés           | Exprimés       | 46 197       | 98,21        | 37 457      | 92,54       |  |

#### Huitième circonscription (Wissembourg)
|                | Frédéric Reiss sortant réélu | PRV (UMP)      | 26 380 | 53,64  |  |  |  |
|                | Diana Garnier                | RBM (FN)       | 10 100 | 20,54  |  |  |  |
|                | Nicole Habermacher           | PS             | 8 648  | 17,59  |  |  |  |
|                | Alphonse Sibler              | AÉI            | 946    | 1,92   |  |  |  |
|                | Séverine Charret             | FG (PCF) (PG)  | 870    | 1,77   |  |  |  |
|                | Perrine Torrent              | MÉI            | 812    | 1,65   |  |  |  |
|                | Laure Ferrari                | DLR            | 780    | 1,59   |  |  |  |
|                | Pascal Ascheberg             | Pirate         | 362    | 0,74   |  |  |  |
|                | Catherine Gsell              | LO             | 273    | 0,56   |  |  |  |
|                | Catherine Bahl               | MOC            | 7      | 0,01   |  |  |  |
|                |                              |                |        |        |  |  |  |
| Inscrits       | Inscrits                     | Inscrits       | 92 744 | 100,00 |  |  |  |
| Abstentions    | Abstentions                  | Abstentions    | 42 560 | 45,89  |  |  |  |
| Votants        | Votants                      | Votants        | 50 184 | 54,11  |  |  |  |
| Blancs et nuls | Blancs et nuls               | Blancs et nuls | 1 006  | 2      |  |  |  |
| Exprimés       | Exprimés                     | Exprimés       | 49 178 | 98     |  |  |  |

#### Neuvième circonscription (Haguenau)
| Candidat       | Candidat            | Parti          | Premier tour | Premier tour | Second tour | Second tour |  |
| Candidat       | Candidat            | Parti          | Voix         | %            | Voix        | %           |  |
| -------------- | ------------------- | -------------- | ------------ | ------------ | ----------- | ----------- |  |
|                | Claude Sturni élu   | Divers droite  | 14 042       | 29,86        | 21 506      | 60,57       |  |
|                | Nicole Thomas       | UMP            | 11 906       | 25,32        | 14 002      | 39,43       |  |
|                | Clarisse Chabod     | PS (EÉLV)      | 9 196        | 19,56        |             |             |  |
|                | Jean-Claude Altherr | RBM (FN)       | 8 437        | 17,94        |             |             |  |
|                | Françoise Werckmann | MÉI            | 1 211        | 2,58         |             |             |  |
|                | Jean-Marc Claus     | FG (PCF)       | 888          | 1,89         |             |             |  |
|                | François Ludwig     | Pirate         | 467          | 0,99         |             |             |  |
|                | Arnaud Markert      | PCD            | 447          | 0,95         |             |             |  |
|                | Jean-Michel Delaye  | POI            | 229          | 0,49         |             |             |  |
|                | Georges Dizdarevic  | LO             | 124          | 0,26         |             |             |  |
|                | Mounir Diari        | Sans étiquette | 75           | 0,16         |             |             |  |
|                |                     |                |              |              |             |             |  |
| Inscrits       | Inscrits            | Inscrits       | 88 326       | 100,00       | 88 325      | 100,00      |  |
| Abstentions    | Abstentions         | Abstentions    | 40 613       | 45,98        | 49 616      | 56,17       |  |
| Votants        | Votants             | Votants        | 47 713       | 54,02        | 38 709      | 43,83       |  |
| Blancs et nuls | Blancs et nuls      | Blancs et nuls | 691          | 1,45         | 3 201       | 8,27        |  |
| Exprimés       | Exprimés            | Exprimés       | 47 022       | 98,55        | 35 508      | 91,73       |  |